# میان‌راه (الکترونیک)
یک میان‌راه (به انگلیسی: via) (لاتین برای مسیر یا راه) یا گُذَرّاه یک اتصال الکتریکی بین لایه‌های مسی در یک برد مدار چاپی است. اساساً یک میان‌راه یک سوراخ کوچکی است که از دو یا چند لایه مجاور عبور می‌کند. سوراخ دریل‌کاری شده با مس آبکاری شده‌است که اتصال الکتریکی را از طریق عایق ایجادمی‌کند و لایه‌های مسی را جدا می‌کند.
برای تولید پی‌سی‌بی مهم است. این به این دلیل است که میان‌راه‌ها با تلرانس‌های خاصی سوراخ‌کاری می‌شوند و ممکن است در مکان‌های تعیین شده خود ساخته شوند، بنابراین باید قبل از ساخت مقداری برای خطا در موقعیت مته در نظر گرفته شود، در غیر این صورت بازده تولید می‌تواند به دلیل ناهمدیس‌سازی (به انگلیسی: non-conforming) بردها کاهش یابد (طبق برخی موارد استاندارد منبع) یا حتی به دلیل خرابی بردها. علاوه بر این، میان‌راه‌های تمام سوراخ منظم، ساختارهای شکننده در نظر گرفته می‌شوند، زیرا بلند و باریک هستند. سازنده باید اطمینان حاصل کند که میان‌راه‌ها به درستی در سرتاسر پیت (به انگلیسی: barrel) اندودشده اند و این به نوبه خود باعث چندین مرحله پردازش می‌شود.

## در بُردهای مدار چاپی

انواع مختلف ویزا: (۱) تمام سوراخ (۲) میان‌راه کور. (۳) میان‌راه دفن‌شده. لایه‌های خاکستری و سبز نارسانا هستند، درحالی‌که لایه‌های نازک مس (به رنگ نارنجی) و میان‌راه‌ها (به رنگ قرمز) رسانا هستند.

در طراحی برد مدار چاپی (PCB)، میان‌راه از دو پد در موقعیت‌های متناظر در لایه‌های مختلف بُرد تشکیل شده‌است که توسط یک سوراخ از طریق برد به صورت الکتریکی به هم متصل شده‌اند. سوراخ با آبکاری الکترولیتی رسانشی می‌شود یا با لوله یا پرچ پوشانده می‌شود. PCBهای چندلایه با تراکم بالا ممکن است دارای ریزمیان‌راه باشند: میان‌راه‌های کور تنها در یک طرف برد نمایان می‌شوند، درحالی‌که میان‌راه‌های مدفون لایه‌های داخلی را بدون قرارگرفتن در هر دو سطح متصل می‌کنند. میان‌راه‌های حرارتی گرما را از قطعات قدرت دور می‌کنند و معمولاً در آرایه‌های حدود دوجین مورد استفاده می‌شوند.
یک میان‌راه شامل موارد زیر است:
1. پیت - لوله رسانشی که سوراخ دریل‌شده را پُر می‌کند
2. پَد - هر انتهای پیت را به قطعه، صفحه یا مسیر متصل می‌کند
3. پادپَد - سوایی سوراخ بین پیت و لایه فلزی که به آن متصل نشده‌است

## برای مطالعهٔ بیشتر
- "Tips for PCB Vias Design" (PDF) (Technical note). Quick-teck. 2014. EN-00417. Retrieved 2017-12-18.
- "Via Tenting - Overview of the variations". WE Online. Würth Elektronik GmbH & Co. KG. 2014. Printed Circuit Boards > Layout > Design Tip > Tenting. Archived from the original on 2017-12-18. Retrieved 2017-12-18.
- "Via Plugging - Overview of the variations". WE Online. Würth Elektronik GmbH & Co. KG. 2014. Printed Circuit Boards > Layout > Design Tip > Plugging. Archived from the original on 2017-12-18. Retrieved 2017-12-18.
- "Via Filling - Overview of the variations". WE Online. Würth Elektronik GmbH & Co. KG. 2013. Printed Circuit Boards > Layout > Design Tip > Filling. Archived from the original on 2017-12-18. Retrieved 2017-12-18.
- "Microvia Filling". WE Online. Würth Elektronik GmbH & Co. KG. 2015. Printed Circuit Boards > Layout > Design Tip > Microvia Filling. Archived from the original on 2017-12-18. Retrieved 2017-12-18.
- Dingler, Klaus; Musewski, Markus (2009-03-18). "Pluggen / Plugging". FED-Wiki (به آلمانی). Berlin, Germany: Fachverband Elektronik-Design e.V. (FED). Archived from the original on 2017-12-18. Retrieved 2017-12-18.
- "Via Optimization Techniques for High-Speed Channel Designs" (PDF) (Application note). 1.0. Altera Corporation. May 2008. AN-529-1.0. Archived (PDF) from the original on 2017-12-18. Retrieved 2017-12-18.
- Chu, Jun (2017-04-11). "Controlled Depth Drilling, or Back Drilling". Online Documentation for Altium Products. Altium. Archived from the original on 2017-12-18. Retrieved 2017-12-18.
- Loughhead, Phil (2017-05-30). "Removing Unused Pads and Adding Teardrops". Online Documentation for Altium Products. Altium. Archived from the original on 2017-12-18. Retrieved 2017-12-18.
- Brooks, Douglas G.; Adam, Johannes (2017-02-09). PCB Trace and Via Temperatures: The Complete Analysis (2nd ed.). CreateSpace Independent Publishing Platform. ISBN 978-1-5412-1352-4.